# 田村虎一

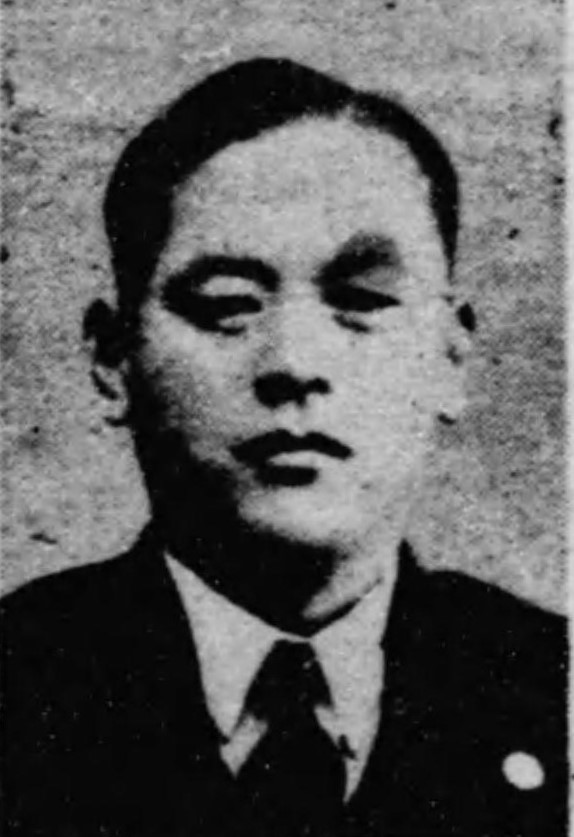
田村虎一

田村 虎一（たむら とらいち、1894年（明治27年）2月1日 – 1983年（昭和58年）7月11日）は、大正から昭和期の弁護士、政治家。衆議院議員、山口県玖珂郡川下村長。

## 経歴
山口県で田村與兵衛の三男として生まれる。1918年（大正7年）中央大学専門部法律科を卒業。
卒業後、農商務省、東京鉄道局などで勤務。1922年（大正11年）弁護士試験に合格し、のちの岩国市で開業した。1938年（昭和13年）川下村長に就任。その他、川下村会議員、岩国町会議員、山口県会議員、同副議長、岩国市会議員、同市助役、山口県監査委員、岩国弁護士会長などを務めた。
1947年（昭和22年）4月、第23回衆議院議員総選挙に山口県第2区から日本自由党公認で出馬して当選し、その後、民主自由党に所属して衆議院議員に1期在任した。
家事審判司法調停委員などを務め、1983年7月に肺炎により死去した。

## 親族
- 子息 田村弥太郎（仙台高検検事長）[2]

## 脚註
1. 1 2 3 4 5 6  『昭和山口県人物誌』181頁。
2. 1 2 3 4 5 6 7  『新訂 政治家人名事典 明治～昭和』388頁。
3. 1 2 3 4 5  『議会制度百年史 - 衆議院議員名鑑』367頁。
4. 1 2 3 4 5  『大衆人事録 第14版 近畿・中国・四国・九州篇』山口13頁。
5. ↑  『衆議院議員総選挙一覧 第23回』481頁。